# Hanneke Kalf
Johanna (Hanneke) Gezina Kalf (Utrecht, 6 juni 1961) is een Nederlandse logopedist, docent en onderzoeker. Ze is gespecialiseerd de logopedische behandeling bij de ziekte van Parkinson en andere neurologische aandoeningen. Kalf is als logopedist, senior onderzoeker en universitair docent verbonden aan het Radboudumc in Nijmegen. Op 6 maart 2023 werd ze benoemd tot erelid van de NVLF.

## Biografie
Opleiding
Hanneke Kalf studeerde in 1982 af aan de opleiding Logopedie en Akoepedie in Utrecht, nu de opleiding Logopedie aan de Hogeschool Utrecht. In 2005 voltooide zij een master in klinische epidemiologie en biostatistiek aan de Universiteit van Amsterdam. In 2011 promoveerde zij aan de Radboud Universiteit op een onderzoek naar speekselverlies en slikstoornissen bij mensen met de ziekte van Parkinson.
Carrière
Van 1982 tot 2000 werkte zij als klinisch logopedist in het Ziekenhuis Eemland in Amersfoort. Tussen 1990 en 2002 was zij tevens docent afasie, dysartrie en dysfagie aan de Fontys Paramedische Hogeschool in Eindhoven. Sinds 2000 is zij verbonden aan het Radboudumc, waar zij docent is en onderzoek verricht naar slikstoornissen en de logopedische behandeling van mensen met Parkinson.
Naast haar onderzoeks- en onderwijstaken is Kalf als logopedist klinisch werkzaam op de afdeling Revalidatie van het Radboudumc. Haar klinische expertise richt zich op de diagnostiek en behandeling van orofaryngeale dysfagie ten gevolge van uiteenlopende aandoeningen, zoals beroerte, hoofd-halskanker, beademing, neuromusculaire aandoeningen en neurodegeneratieve aandoeningen, waaronder de ziekte van Parkinson.
Kalf is een internationaal erkend expert op het gebied van slikstoornissen en de ziekte van Parkinson. Ze is sinds 1992 actief als docent in diverse nationale en internationale post-hbo-opleidingen op het gebied van orofaryngeale dysfagie en dysartrie. Zij was nauw betrokken bij de ontwikkeling van ParkinsonNet en richtte twee websites met informatie over dysfagie op. Van 2009 tot 2013 was zij voorzitter van Comité Permanent de Liasons des Orthophonistes (CPLOL), de Europese koepelorganisatie voor logopedisten. Deze organisatie is in 2021 opgevolgd door de European Speech and Language Therapy Association (ESLA).
Kalf is lid van de Nederlandse Vereniging voor Logopedie en Foniatrie (NVLF), de Dysphagia Research Society (DRS), European Society for Swallowing Disorders (ESSD) en International Parkinson and Movement Disorders Society (MDS)

## Publicaties (selectie)

### Artikelen (selectie)
- Kalf JG, Smit AM, Bloem BR, Zwarts MJ, Mulleners WM, Munneke M. (2007). Impact of drooling in Parkinson's Disease. Journal of Neurology, 254(9): 1227–1232.
- van der Marck MA, Kalf JG, Sturkenboom IH, Nijkrake MJ, Munneke M, Bloem BR. (2009). Multidisciplinary care for patients with Parkinson’s disease. Parkinsonism & Related Disorders, 15(Suppl 3): S219–223.
- Kalf JG, Munneke M, Engel-van den Hoek L, de Swart BJ, Borm GF, Bloem BR. (2011). Pathophysiology of diurnal drooling in Parkinson's disease. Movement Disorders, 26(9): 1670–1676.
- Kalf JG, Borm GF, de Swart BJM, Bloem BR, Zwarts MJ, Munneke M. (2011). Reproducibility and validity of patient-rated assessment of speech, swallowing and saliva control in Parkinson’s disease. Archives of Physical Medicine and Rehabilitation, 92(7): 1152–1158.

### Boeken
- Kalf H, Rood B, Dicke H, van Keeken P. (2008). Slikstoornissen bij volwassenen. Een interdisciplinaire aanpak. Bohn Stafleu van Loghum.
- Kalf H, de Swart B, Bonnier M, Kanters J, Hofman M, Kocken J, Miltenburg M, Bloem B, Munneke M. (2008). Logopedie bij de ziekte van Parkinson. Een richtlijn van de Nederlandse Vereniging voor Logopedie en Foniatrie. NVLF / Uitgeverij Lemma.
- 2011 - Kalf JG. Drooling and dysphagia in Parkinson's disease (proefschrift)[2]
- Kalf H, de Beer J. (2011). Evidence-based Logopedie. Logopedisch handelen gebaseerd op wetenschappelijke evidentie (2e druk). Bohn Stafleu Van Loghum.
- Knuijt S, Kalf H, van Gerven M, Kocken J, Kromhout L, Goos H, de Swart B. (2014). Nederlandstalig Dysartrieonderzoek voor volwassenen. Bohn Stafleu Van Loghum.

## Onderscheidingen
- 2005 – Branco van Dantzigprijs van de NVLF voor het boek Evidence-based logopedie[3]
- 2011 – Award of Achievement (tweede plaats, mondelinge presentatie) – Dysphagia Research Society[3]
- 2023 - Erelid NVLF[1]